# Химрич
Химрич (укр. Химрич) — село на Украине, основано в 1585 году, находится в Романовском районе Житомирской области.
Население по переписи 2001 года составляет 211 человек. Почтовый индекс — 13045. Телефонный код — 4146. Занимает площадь 0,682 км².

## Адрес местного совета
13040, Житомирская область, Романовский р-н, с.Камень, ул.Небесной сотни, 42